# Tommy Stinson
Tommy Stinson, född 6 oktober 1966 i Minneapolis, är en amerikansk musiker. Stinson var basist i The Replacements fram till gruppen upplöstes 1991, varpå han bildade banden Bash & Pop och Perfect. 1998 blev han Guns N' Roses basist, och ersatte Duff McKagan. Han gav 2004 ut soloalbumet Village Gorilla Head och gick 2005 med i gruppen Soul Asylum, där han efterträdde Karl Mueller som det året avlidit i cancer.